# Medard Brezovnik
Medard Brezovnik, slovenski smučarski skakalec, 5. december 2000, Celje.
Tekmoval je kot reprezentant v klubu SSK Ljubno BTC. Bil je udeleženec svetovnega mladinskega prvenstva (2019) in prejemnik medalje državnega prvenstva v ekipni kategoriji.

## Življenje
Medard Brezovnik se je rodil v Celju in odraščal v okolici Mozirja. Ima sestro Nežo in brata Martina, starša Petra in Alenko, pomembno sta na njegovo življenje vplivali tudi poznanstvi Lare in Marije. V klubu SSK Ljubno BTC je na skakalnici prvič skočil leta 2009, s skakalstvom pa je navdušil tudi svojega brata (ki je zaradi poškodbe kariero prekinil). Svojo skakalno pot je zaključil leta 2019, saj se je odločil, da se posveti arhitekturi.

## Kariera
Na mednarodnih smučarskih tekmovanjih  FIS je septembra 2016 debitiral v  pokalu Alpen v  Hinterzartnu . Januarja 2018 se je v Planici prvič uvrstil v  pokal FIS ter zasedel 38. in 29. mesto . Januaraja 2019 se je udeležil  Nordijskega svetovnega mladinskega smučarskega prvenstva 2019 in zasedel 18. mesto v posamični konkurenci .
Osvojil je zlato medaljo v  Slovenskem prvenstvu v ekipnem tekmovanju leta 2019.

## Svetovno mladinsko prvenstvo

### Posamezno
| 2019 FIN Lahti | – | 18. mesto |

### Medard Brezovnik na mladinskem svetovnem prvenstvu - podrobno
| Doseženo mesto | Dan        | Leto | Mesto     | Skakalnica   | K    | HS     | Kategorija | Skok 1 | Skok 2 | Opomba      | Izguba     | Zmagovalec           |
| -------------- | ---------- | ---- | --------- | ------------ | ---- | ------ | ---------- | ------ | ------ | ----------- | ---------- | -------------------- |
| 18             | 24. januar | 2019 | FIN Lahti | Salpausselkä | K-90 | HS-100 | posameznik | 88,0 m | 91,0 m | 217,8 točke | 34,3 točke | Thomas Aasen Markeng |

## FIS Cup

### Mesta v skupnem seštevku
| Sezona    | Kraj |
| --------- | ---- |
| 2017/2018 | 191. |
| 2017/2018 | 136. |

## Komentarji
Na preizkušnji v Planici je Medard Brezovnik skočil 211 m, a pri pristanku padel. YouTube 